# Point Rosee
Point Rosee (francès: Pointe Rosée), antigament conegut com a Stormy Point, és un cap vora Codroy al límit sud-oest de l'illa de Terranova, a les províncies Atlàntiques del Canadà.
En 2014 l'arqueòloga Sarah Parcak, usant imatges per satèl·lit gairebé infraroges va descobrir un possible jaciment nòrdic a Point Rosee, Terranova. Si es confirmava, seria el segon assentament viking conegut a Terranova i el segon jaciment nòrdic a Amèrica del Nord fora de Groenlàndia. Point Rosee fou excavat en 2015 i 2016, per un equip d'investigadors dirigit per Parcak i codirigit pel seu marit Gregori "Greg" Mumford.
En el seu informe del 8 de novembre de 2017, presentat a l'Oficina Provincial d'Arqueologia a St. John's, Terranova, Parcak i Mumford va escriure que "no s'ha trobat cap evidència, ni per una presència nòrdica ni d' activitat humana a Point Rosee abans del període històric" i que "cap dels membres de l'equip, inclosos els especialistes nòrdics va considerar que aquesta àrea tenia rastres d'activitat humana." Parcak no ha sol·licitat nous permisos arqueològics per excavar a Point Rosee des del 2016.

## Arqueologia
Examinant imatges infraroges per satèl·lit i fotografies aèries d'alta resolució en 2014, Parcak, un arqueòloga estatunidenca, egiptòloga i experta en teledetecció, va trobar un lloc amb trets rectilinis que suggeria la presència d'una casa llarga nòrdica de 22 metres de llarg per 7 metres d'ample. Parcak va declarar que aquesta era de la mateixa grandària que les cases a l'Anse aux Meadows i va ser una de les raons per les que Parcak va decidir excavar a Point Rosee. La casa llarga nòrdica de L'Anse aux Meadows tenia parets de gespa de sis peus de gruix i deixava cobertes d'herba on havien estat les parets de gespa. No es van trobar monticles coberts d'herba a Point Rosee. Durant una excavació exploratòria de dues setmanes el juny de 2015, dirigida per Parcak i codirigida pel seu marit Gregory "Greg" Mumford, professor d'antropologia, va descobrir el que creien que era una paret de gespa, un estil de construcció utilitzat pels nòrdics. Al final de l'excavació de 2016 es va determinar que la funció del sòl es creia que es creia que era una paret de gespa era el resultat de processos naturals. En el seu informe de novembre de 2017 Parcak i Mumford afirmaren que les "característiques del tipus paret de gespa no eren fetes per l'home."
L'excavació 2015 va trobar una acumulació de mineral de ferro del pantà que pensaven que era evidència dels nòrdics rostien ferro del pantà (rostir era el primer pas en la producció de ferro). L'acumulació de mineral de ferro del pantà també fou determinada en 2016 com a resultat de processos naturals. Birgitta Linderoth Wallace, una de les principals expertes en arqueologia nòrdica a Amèrica del Nrod i membre de l'equip que va excavar a L'Anse aux Meadows en la dècada del 1960, va establir que el rostit, si de cas, podria haver estat causat per una foguera, i que se sabia que alguns pobles indígenes havien viscut a Terranova centenars d'anys abans de l'arribada dels nòrdics. En 2015 Frederick "Fred" Schwarz, un arqueòleg canadenc i també codirector de l'excavació de 2015, va trobar una roca esquerdada que ell pensava que era possiblement esquerdada pel foc. En llur informe de 2017 Parcak i Mumford van escriure que la roca fragmentada, que ells havien considerat com a potencial "mineral de ferro amb solera" i els seus voltants van ser considerats "ser molt més probable, si no certament del tot, de representar característiques naturals en lloc de característiques antropogèniques."
Segons Douglas "Doug" Bolender, un arqueòleg especialitzat en els nòrdics, només els nòrdics podrien haver rostit mineral de ferro a Terranova. Es pensava que la roca esquerdada, la cendra circumdant, i el mineral de ferro del pantà trobat el 2015 per Parcak era l'evidència del rostit i potser fosa de mineral de ferro feta pels nòrdics. La fosa, no el rostit, del mineral de ferro crea un subproducte residual smblant al vidre conegut com a escòria. La presència d'escòria de ferro seria una prova de fosa de ferro i podria ser una prova que Point Rosee era un assentament nòrdic. Durant l'excavació de 2015 l'equip de Parcak va trobarel que pensava que era escòria de fosa de mineral de ferro. Les proves van demostrar el que es pensava que era només mineral. Les excavacions de 2015 i 2016 no van trobar cap evidència de presència nòrdica. A més, l'excavació de 2016 va proposar que la paret de gespa i el mineral de ferro del pantà descobert el 2015 eren fruit de processos naturals.
El documental de 2016 Vikings Unearthed incloïa informació sobre l'excavació de 2015 i la datació de radiocarboni de dues baies del lloc, que va donar dates entre el 1600 i el 1800. Al documental Parcak va comentar que això era incompatible amb l'arqueologia del lloc i va concloure que les mostres havien d'haver estat intrusives. Bolender va afegir que la preservació dels orgànics al lloc era pobre i que no creia que fos bo per a la datació de radiocarboni. Els residus de carbó raspat de la roca esquerdada va ser datats per radiocarboni entre 800 i 1300 CE, indicant que hi havia un incendi a Point Rosée entre aquestes dues dates. En el seu informe de 2017 Parkak i Mumford no van reclamar cap de les dates de radiocarboni com a evidències d'una presència nòrdica a Point Rosee.
Martha Drake, arqueòloga provincial de Terranova, que ha participat amb el projecte Point Rosee des del 2014, qüestiona que sigui un assentament nòrdic. Birgitta Wallace, emèrita arqueòloga, Parks Canada, tampoc és segura de la identificació de Point Rosee com assentament nòrdic, igual que Karen Milek, arqueòloga especialitzada en els nòrdics i membre de l'excavació de 2016, junt amb Barry Gaulton i Michael Deal, ambdós professors d'arqueologia a Memorial University, Newfoundland and Labrador's University. En llur informe del 8 de novembre de 2017, Parcak i Mumford van escriure que ells "no havien trobat proves ni d'una presència nòrdica ni f'una activitat humana a Point Rosee abans del període històric" i que "cap dels membres de l'equip, incloent-hi els especialistes nòrdics, no han trobat cap rastre de l'activitat humana." Parcak no ha sol·licitat cap nou permís arqueològic per excavar a Point Rosee des de 2016.

## Localització
Point Rosee, mostat en un mapa de 1859 com a Stormy Point, és un promontori remot a la costa rocosa al Golf de Sant Llorenç, a uns 600 quilòmetres al sud de L'Anse aux Meadows, que és prop del punt més septentrionals de Terranova i és l'únic jaciment nòrdic confirmat a Amèrica del Nord. Karen Milek, qui va completar el seu doctorat en arqueologia a la Universitat de Cambridge i era membre de l'excavació de 2016, on va expressar dubtes que Pont Rosee fos un assentament nòrdic, ja que no hi ha bon lloc per varar els seus vaixells. La costa està plena de roques grans, no navegables, i hi ha penya-segats entre la costa i el lloc d'excavació. Birgitta Wallace, qui l'Associació Arqueològica Canadenca va considerar el 2015 "experta mundial" sobre els nòrdics a Amèrica del Nord, també va expressar dubtes sobre que Point Rosee fos un assentament nòrdic degut a la costa rocallosa i la manca d'aigua potable. Els locals diuen que l'excavació de Point Rosee ha estat usat per pastura d'ovelles o conreu de verdures. Alguns residents de l'àrea esperen que el descobriment impulsi el turisme a la vall de Codroy.

## Informe de Parcak i Mumford del 8 de novembre de 2017
En llur informe a l'Oficina Provincial d'Arqueologia de St. John's (Terranova) del 8 de novembre de 2017, Parcak i Mumford van escriure "No hi ha troballes clares de l'activitat humana abans del 1800" que ells "no van trobar cap evidència de presència nòrdica o activitat humana a Point Rosee abans del període històric" i que "cap dels membres de l'equip, inclosos els especialistes nòrdics, consideren que en aquesta àrea hi hagi rastres d'activitat humana." Com que no s'ha trobat absolutament cap evidència d'una presència nòrdica, i que els experts nòrdics afirmen que aquest no era un lloc probable per a un acord nòrdic, no s'ha previst futures excavacions a Point Rosee. Parcak i Mumford estableixen al seu informe que llurs trobades no garenteixen un retorn a Point Rosee. Parcak no ha sol·licitat nous permisos arqueològics per excavar a Point Rosee des de 2016.

## Mitjans
La recerca de Parcak era en connexió amb els documentals Vikings Unearthed i The Vikings Uncovered, un acord de coproducció entre PBS, BBC i BBC Worldwide North America. Es van emetre per primera vegada el 6 d'abril de 2016, i van presentar Point Rosee. Hi ha moltes altres fonts d'informació sobre Point Rosee.